# The End Is Where We Begin
The End Is Where We Begin е шестият студиен албум на канадската рок група Thousand Foot Krutch, който е издаден през април 2012 г. Вокалистът Тревър Макневън заявява: „Албумът включва някои от най-тежките неща, които сме правили, както и някои от най-леките“. Песента „War Of Change“ е достъпна за сваляне на 1 декември 2011 г.

## Песни
1. The Introduction 1:02
2. We Are 3:18
3. Light Up The Sky 4:00
4. The End Is Where We Begin 3:44
5. Let The Sparks Fly 4:05
6. I Get Wicked 3:33
7. Be Somebody 3:40
8. This Is A Warning (Intro) 0:47
9. Courtesy Call 3:56
10. War Of Change 3:51
11. Down 3:27
12. All I Need To Know 4:10
13. Fly On The Wall 4:03
14. So Far Gone 4:29
15. Outroduction 0:38

### Ремикси
В чест на историческия си дебют на „Билборд“, Thousand Foot Krutch прави две ремиксирани песни и да ги пуска безплатно на 1 октомври 2012 година. Ремиксите са направени със стил, подобно на транс.

## Песни
1. Let The Sparks Fly (Broken Sauce Remix) 3:45
2. Light Up The Sky (Solomon Olds Remix) 3:23

## Членове на групата
- Тревър Макневън – вокал
- Стив Августин – барабан
- Джоел Бругер – соло китара
- Таи Даютзлер – бас китара